# Brad Oleson
Bradley Scott Oleson Lashinski, detto Brad (Anchorage, 11 aprile 1983), è un ex cestista statunitense naturalizzato spagnolo, professionista in Spagna.

## Palmarès

### Squadra
- Campione USBL (2005)
- Campionato spagnolo: 2

Saski Baskonia: 2009-10
Barcellona: 2013-14
- Copa del Rey: 1

Barcellona: 2013
- Supercoppa spagnola: 1

Barcellona: 2015
- Liga catalana: 4

Barcellona: 2013, 2014, 2015, 2016

### Individuale
- USBL All-Rookie Team (2005)